# John Middleton Murry, Jr.
Pour les articles homonymes, voir Middleton.
John Middleton Murry, Jr., né le 9 mai 1926 à Abbotsbury dans le comté du Dorset et décédé le 29 avril 2002 , est un écrivain britannique qui publie sous les pseudonymes de Colin Murry et Richard Cowper.

## Biographie
Fils de l'écrivain, journaliste et critique John Middleton Murry et de sa seconde femme Violet Le Maistre, il perd sa mère peu de temps avant son cinquième anniversaire. C'est sa grand-mère qui lui donne le surnom de « Colin », dont il se servira plus tard pour l'un de ses pseudonymes littéraires.
Après des études au Rendcomb College, école progressiste dans le Gloucestershire, il est enrôlé dans la Royal Navy en 1944 ; il demande à servir comme pilote dans la Fleet Air Arm, mais sera refusé en raison de sa mauvaise vue. 
Il étudie l'anglo-saxon et l'anglais moderne, il se marie en 1949 avec Ruth Jezierski dont il aura deux filles, Jacky et Helen.
Son premier roman, plus ou moins autobiographique, The Golden Valley, date de 1953 mais il ne sera publié qu'en 1958 sous le pseudonyme de Colin Murry, un an après la mort de son père dont la critique avait été très dure envers cette première œuvre. Il publiera trois autres romans sous ce pseudonyme, puis adoptera celui de Richard Cowper pour le reste de sa carrière.
En 1970 il quitte l'enseignement, pour se consacrer exclusivement à l'écriture.
Il meurt le 29 avril 2002, juste un mois après le décès de son épouse Ruth.  

## Œuvres

### Sous le pseudonyme de Colin Murry
- The Golden Valley, 1958
- Recollections of a Ghost, 1960
- A Path to the Sea, 1961
- Private View, 1972

### Sous le pseudonyme de Richard Cowper
Romans
- Les Cavernes du sommeil (Phoenix, 1967), Opta, 1985
- Breakthrough (1967)
- Domino (1971)
- Kuldesak (Kuldesak, 1972), Presses de la Cité, 1978
- Clone (Clone, 1972), Jean-Claude Lattès, 1980
- Time Out of Mind, avec W. R. Cowper (1973)
- Le Crépuscule de Briareus (The Twilight of Briareus, 1974), Denoël, mai 1976
- Deux univers (Worlds Apart, 1974), Présence du Futur, Denoël, 1976
- Profundis (1979)
- Cycle de Corlay, L'Oiseau blanc de la fraternité (The White Bird of Kinship) 
  - La Route de Corlay (The Road to Corlay, 1978), Denoël, mai 1979
  - La Moisson de Corlay (A Dream of Kinship, 1981), Présence du Futur, Denoël, décembre 1982
  - Le Testament de Corlay (A Tapestry of Time, 1982), Présence du Futur, Denoël, décembre 1983

Recueils de nouvelles
- Les Gardiens (The Custodians and other stories, 1976), Présence du Futur, Denoël, 1978
- Le Réseau des mages (The Web of the magi, 1980), Présence du Futur, Denoël, 1981
- Le Facteur tithonien (The Tithonian factor, 1984), Présence du Futur, Denoël, octobre 1985